# Casos
|  | Aquest article tracta sobre l'illa grega. Per altres significats, vegeu «cas». |

Casos (en grec: Κάσος, Kasos) és una illa grega de l'arxipèlag del Dodecanès situada entre Càrpatos i Creta. Té una població d'uns 1.200 habitants i una superfície de 69 km².
La capital de l'illa, Fri (Φρυ), fundada el 1830, és també l'únic port, que connecta amb les illes veïnes. La resta de poblacions estan situades a la mateixa vall, a menys de dos quilòmetres: Agia Marina (Αγία Μαρίνα), Arvanitokhori (Αρβανιτοχώρι), Poli (Πόλι) i Panagia (Παναγία). Devora Fri i Agia Marina hi ha un petit aeroport.

## Història

### Protohistòria
Durant l'edat del bronze, els minoics van dominar l'illa fins passat el 1500 aC, quan van arribar els micènics o aqueus. Cap al 1200 aC es van construir les muralles de la ciutadella, situada a l'actual Poli.
Segons diverses tradicions mitològiques, anteriorment l'illa havia portat altres noms, relacionats amb llegendes no conservades: Acne (Ἄχνη 'bony'), Amfe (Ἄμφη) i Àstrabe (Ἀστράβη 'seient'). Pel que fa al nom de Casos, una tradició diu que provenia d'un personatge anomenat Casos, que era el pare de Cleoc (el pare d'Area, al seu torn mare de Milet). Apareix esmentada al Catàleg de les naus de la Ilíada, juntament amb Càrpatos, Nisiros, Cos i les illes Calidnes, com a participants en la guerra de Troia, capitanejades per Fidip i Àntif.

### Antiguitat
Hom posseeix poques notícies de Casos que permetin reconstruir la seva història antiga. Tot i la seva modesta història, Casos va constituir una polis independent en època clàssica; el seu centre urbà era situat a l'actual Poli (continuador del grec πόλις 'ciutat'), continuador de la ciutadella micènica, i el port era a Emboriós (Εμπορειός), davant Panagia. Al segle v aC era membre de la Lliga de Delos, i no va ser fins al segle iii aC que va caure sota el domini de Rodes. Els seus habitants eren grecs de raça dòrica, arribats durant l'edat fosca (segle xi aC) en les migracions dòriques.

### Edat mitjana
Casos va pertànyer a l'Imperi Romà d'Orient fins al segle xiii, però a partir del segle viii la zona de la mar Egea era un focus de pirates, i els seus habitants van haver de refugiar-se a l'interior dedicar-se a l'agricultura. El 718 i 807 Casos va contribuir en la lluita de l'Imperi contra els àrabs de Creta a partir de la seva base a Rodes, fins que fou reconquerida l'any 961.
El 1082, Constantinoble va concedir a Venècia una base naval comercial a Rodes, i els habitants de les illes de l'entorn van tornar a la mar i a la pesca com a principal ocupació. El 1204, a la caiguda de Constantinoble, Casos, juntament amb Rodes i les altres illes, van romandre sota el control de l'Imperi de Nicea, però el 1207 els venecians de Creta se n'apoderaren el 1207. Els cavallers de Sant Joan de Rodes capturaren Casos i Càrpatos el 1311, però, a intervenció del papa, les retornaren als venecians, que les posseïren durant dos segles més, sota la família Cornaro.

### Turcocràcia
El 1537 els otomans van ocupar Càrpatos i Casos. El soldà Solimà I el Magnífic va donar un privilegi a les illes, pel qual els generals, almiralls i oficials civils no tenien dret a maltractar els seus habitants, els quals gaudirien d'un ampli autogovern, elegit dins la comunitat, i només hi hauria present un oficial turc, anomenat sumbasis. A canvi d'aquest privilegi, els illencs havien de pagar una taxa al soldà dues vegades l'any.
Sembla, pel relat d'algun viatger, que entre 1579 i 1599 l'illa es va despoblar, i no va tornar a ser habitada fins al 1622, i llavors es va segregar de l'arquebisbat de Càrpatos i es va erigir en província patriarcal. Les poblacions d'Agia Marina i Arvanitokhori se situaren a l'interior pel perill de les ràtzies pirates. El 1670 es parla d'uns cinc mil habitants. El 1768 va ser ocupada per Rússia fins al Tractat de Küčük Kaynardja, el 10 de desembre de 1744, que va establir la seva evacuació i es va tornar a la situació anterior.

### Guerra d'independència grega
Abans de la Revolució, l'illa tenia uns 7.500 habitants, i va ser la primera que va declarar la independència i va proveir als rebels amb vaixells i capitans, que va ser important pel triomf dels independentistes. Però, el maig de 1824 els turcs, van desembarcar a l'illa i la van devastar, matant molts habitants, i l'illa va romandre gairebé deserta. Aquesta matança es commemora cada any el 7 de juny. Pel Tractat de Constantinoble del 1832, Casos va tornar sota control otomà, com la resta del Dodecanès, mentre que els turcs abandonaven Eubea. Després de la guerra, es va recuperar la tradició marinera, i al cap de vint anys la població havia assolit els 5.000 habitants.

### Segle XX
El 1912, els italians van ocupar les illes del Dodecanès. En aquell temps, Casos tenia uns 6.700 habitants. Els italians van voler fer del Dodecanès una província italiana, però els illencs de les dotze illes van proclamar l'Estat Autònom de l'Egeu amb la intenció d'unir-se a Grècia. El tractat de Sèvres del 1920 va cedir les illes a Grècia, menys Rodes, però el de Lausana del 1923 les va retornar a Itàlia.
El 1943, en caure el govern feixista italià, els alemanys van ocupar les illes, que van entregar als britànics el 1945. El setembre de 1946 la Conferència de París va decidir la transferència de les illes a Grècia. El 1947 els britànics van acordar la cessió amb Grècia i el març van entregar el control a l'oficial grec almirall Periklís Ioannidis; el 28 d'octubre de 1947 el Dodecanès va ser transferit formalment a Grècia i la integració es va fer efectiva el 7 de març de 1948.